# Bolesław Smagała

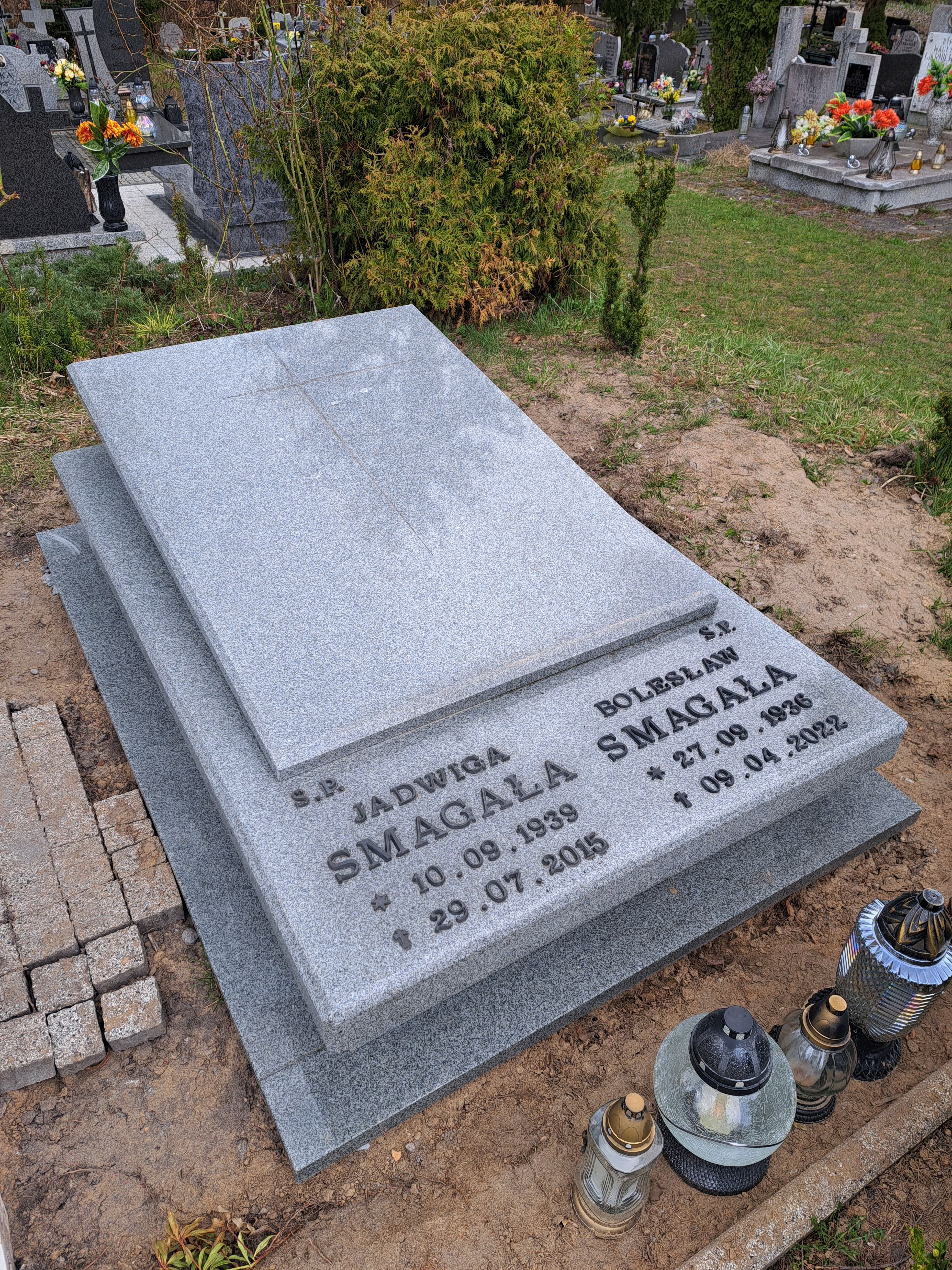
Grób Bolesława Smagały i jego żony na Cmentarzu komunalnym Dębica

Bolesław Michał Smagała (ur. 27 września 1936 w Trzcianie, zm. 9 kwietnia 2022 w Elblągu) – polski działacz partyjny i państwowy, inżynier i przedsiębiorca, były I sekretarz Komitetu Miasta i Powiatu PZPR w Elblągu, w latach 1986–1990 I sekretarz Komitetu Wojewódzkiego PZPR w Elblągu.

## Życiorys
Syn Józefa i Jadwigi, pochodził z podkarpackiej Trzciany. Ukończył studia na Akademii Górniczo-Hutniczej, po których w 1962 przeprowadził się do Elbląga. Podjął pracę w miejscowych Zakładach Mechanicznych „Zamech”. Został szefem Klubu Naczelnej Organizacji Technicznej w Elblągu, był również pomysłodawcą Radiowej Agencji Młodych nadawanej w ramach zakładowego radia. Działał kolejno w Związku Młodzieży Polskiej, Związku Młodzieży Socjalistycznej (m.in. jako szef komórki zakładowej) i Zrzeszeniu Studentów Polskich.
W 1964 wstąpił do Polskiej Zjednoczonej Partii Robotniczej. Zasiadał w Miejskiej Radzie Narodowej w Elblągu. W latach 1967–1971 zastępca i kierownik Wydziału Przemysłu i Budownictwa Komitetu Wojewódzkiego PZPR w Gdańsku. Następnie od 1973 do 1975 pozostawał I sekretarzem w Komitecie Miasta i Powiatu w Elblągu, a od 1975 do 1977 – sekretarzem ds. organizacyjnych w tamtejszym Komitecie Wojewódzkim. Jednocześnie w 1973 objął fotel przewodniczącego prezydium MRN w Elblągu. Współautor uchwały Rady Ministrów z 1971 dotyczącej rozwoju i modernizacji Elbląga, a także pomysłodawca Pomnika Odrodzenia w tym mieście.
Od 1977 do 1981 I sekretarz Komitetu Zakładowego w Ministerstwie Przemysłu Maszynowego, następnie do 1984 na analogicznym stanowisku w Ministerstwie Hutnictwa i Przemysłu Maszynowego (w latach 1981–1984 także dyrektor generalny tego resortu). W 1984 został zastępcą kierownika Wydziału Polityki Kadrowej w Komitecie Centralnym partii. Od 9 stycznia 1986 do stycznia 1990 pełnił funkcję I sekretarza KW PZPR w Elblągu, od tegoż roku należał do Centralnej Komisji Kontrolno-Rewizyjnej. Po 1990 nie dołączył do SdRP, zajął się działalnością biznesową. Został m.in. prezesem zarządu przedsiębiorstwa handlowo-usługowego.
Współautor książki Ten twój Elbląg (2006) i autor publikacji, m.in. Sporu o miasto (1995) i Kiedy prawda milczy (2010).
Zmarł 9 kwietnia 2022 i został pochowany na Cmentarzu komunalnym Dębica.